# Luke Harding
Luke William Harding (Melbourne, 11 luglio 1977) è un linguista australiano.
Professore presso il Dipartimento di linguistica e lingua inglese dell'Università di Lancaster, Regno Unito., la sua ricerca si concentra sulla valutazione del linguaggio, con particolare attenzione alla valutazione dell'ascolto, alla pronuncia e alla diagnosi. È caporedattore della rivista Language Testing.

## Biografia
Ha conseguito la laurea in Linguistica all'Università di Melbourne nel 2002. Successivamente ha conseguito il Master in linguistica applicata e un dottorato in linguistica applicata all'Università di Melbourne nel 2008.
Dal 2011 è professore ordinario presso il Dipartimento di linguistica e lingua inglese della Lancaster University, Regno Unito.
Il 19 aprile 2017, Charles Alderson e Tineke Brunfaut, sono stati selezionati come vincitori del premio come miglior articolo dalla International Language Testing Association (ILTA). Il pluripremiato documento, Towards a Theory of Diagnosis in Second and Foreign Language Assessment: Insights from Professional Practice Across Diverse Fields, è stato pubblicato nel 2015 sulla rivista Applied Linguistics. Lo studio ha esaminato il modo in cui la diagnosi viene teorizzata e condotta, in una vasta gamma di professioni, al fine di trovare elementi comuni che possano essere applicati al contesto della valutazione della seconda lingua straniera. Sulla base di interviste con professionisti di settori quali la meccanica automobilistica, il supporto dei sistemi IT, la medicina, la psicologia e l'educazione, è stata elaborata una serie di principi per facilitare l'informazione di una teoria completa della valutazione diagnostica in una seconda lingua o in una lingua straniera.
Il 9 ottobre 2018, Harding è stato invitato come relatore alla Georgetown University di Washington D.C. e ha fatto un discorso intitolato "L'inglese come lingua franca e valutazione della lingua: sfide e opportunità".
A partire dal 2019, è condirettore della rivista Language Testing.

## Ricerca
In un articolo di giornale, pubblicato nel 2012 in Language Testing, Harding ha esaminato il potenziale di un vantaggio condiviso di L1 in un test di ascolto in inglese accademico che include altoparlanti con accenti L2.

## Pubblicazioni
Harding ha pubblicato su diverse riviste importanti come Applied Linguistics, Language Testing, Language Teaching, e Language Assessment Quarterly. Ha anche pubblicato articoli su riviste con Charles Alderson.

### Libri
- Harding, L. (2011). Accent and listening assessment: A validation study of the use of speakers with L2 accents on an academic English listening test. (Language Testing and Evaluation; Vol. 21). Frankfurt: Peter Lang.

### Articoli
- Elder, C., & Harding, L. (2008). Language Testing and English as an International Language Constraints and Contributions. Australian Review of Applied Linguistics, 31(3), 34.1-34.11.
- Harding, L., Pill, J., & Ryan, K. (2011). Assessor decision-making while marking a note-taking listening test: the case of the OET. Language Assessment Quarterly, 8(2), 108-126. DOI: 10.1080/15434303.2011.556770
- Harding, L. (2012). Accent, listening assessment and the potential for a shared-L1 advantage: a DIF perspective. |Language Testing, 29(2), 163-180. DOI: 10.1177/0265532211421161
- Harding, L. (2014). Communicative language testing: current issues and future research. Language Assessment Quarterly, 11(2), 186-197. DOI: 10.1080/15434303.2014.895829
- Alderson, J. C., Brunfaut, T., & Harding, L. (2015). Towards a theory of diagnosis in second and foreign language assessment: insights from professional practice across diverse fields. Applied Linguistics, 36(2), 236-260. DOI: 10.1093/applin/amt046
- Harding, L., Alderson, C., & Brunfaut, T. (2015). Diagnostic assessment of reading and listening in a second or foreign language: elaborating on diagnostic principles. Language Testing, 32(3), 317-336. DOI: 10.1177/0265532214564505
- Isaacs, T., & Harding, L. (2017). Pronunciation assessment. Language Teaching, 50(3), 347-366. DOI: 10.1017/S0261444817000118
- Alderson, J. C., Brunfaut, T., & Harding, L. (2017). Bridging assessment and learning: a view from second and foreign language assessment. Assessment in Education: Principles, Policy and Practice, 24(3), 379-387. DOI: 10.1080/0969594X.2017.1331201
- Brunfaut, T., Harding, L., & Batty, A. (2018). Going online: The effect of mode of delivery on performances and perceptions on an English L2 writing test suite. Assessing Writing, 36, 3-18. DOI: 10.1016/j.asw.2018.02.003
- Toomaneejinda, A., & Harding, L. W. (2018). Disagreement practices in ELF academic group discussion: Verbal, non-verbal and interactional strategies. Journal of English as a Lingua Franca, 7(2), 307–332. DOI: 10.1515/jelf-2018-0016
- Harding, L., Brunfaut, T., & Unger, J. W. (2019). Language testing in the ‘hostile environment’: The discursive construction of ‘secure English language testing’ in the United Kingdom. Applied Linguistics. DOI: 10.1093/applin/amz017